# Безумный врач
«Безумный врач» — кинофильм 1920 года по одноимённому роману Альфонса Богумила Станси. Премьера фильма состоялась 13 февраля 1920 года.
Режиссёры Майер, Й. Ровенский и Д. Желенский ставили схемы полуфантастических детективов «Таинственная история» (1919), «Стёршееся письмо» (1920) и «Безумный врач» (1920).
Фильм сохранился до наших дней.

## Сюжет
Молодой офицер теряет деньги и письмо. Письмо находит молодой безработный человек. Он идёт к врачу, который проводит опыты по вивисекции. Молодой человек вскоре понимает, что сам стал объектом опытов. Труп последнего пациента безумного врача в одежде молодого человека найден на железной дороге. Полиция поручает расследование этого дела инспектору Гордону, который разоблачает сумасшедшего доктора и спасает молодого человека.

## В ролях
- Карл Зеленски — доктор Джон Смит
- Ярослав Харт — Гарри Гордон
- Лора Зеленски — Мод Симпсонова
- Драго Зеленски — Фред Осборн
- Алоис Скрдлик — глава полиции
- Войтек Загорик — полицейский
- Карл Адамек — хозяин
- Анна Сваркова — жена доктора
- Антонин Зуна — полицейский секретарь
- Рудольф Мейкал — жертва
- Франтишек Спейсик — диспетчер поезда
- Ян Зеленка — наблюдатель